# 葉夫根尼·羅伊茲曼

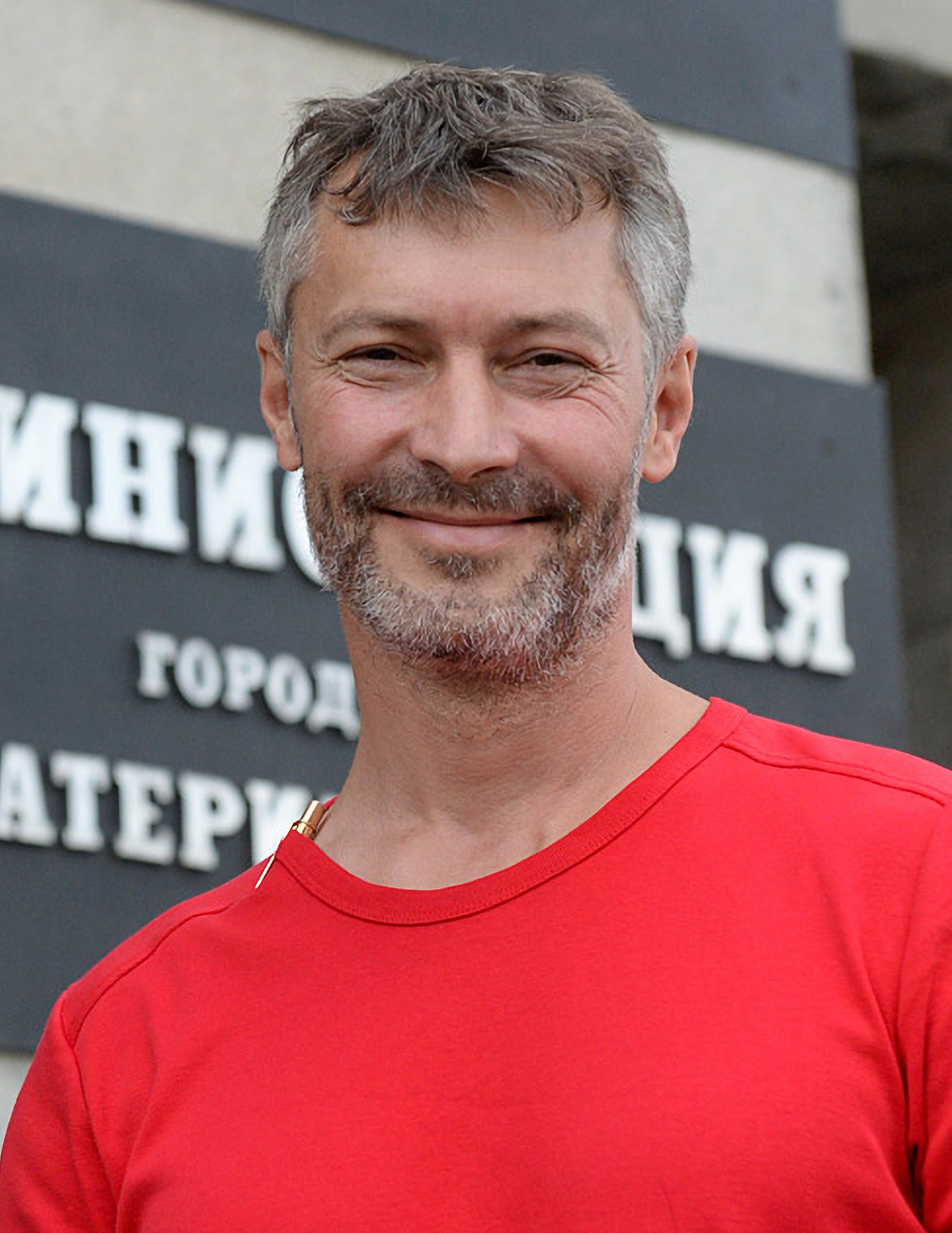

葉夫根尼·羅伊茲曼（俄语：Евге́ний Вади́мович Ро́йзман，1962年9月14日—），是俄羅斯的政治人物，葉卡捷琳堡市長。他在2013年9月贏得市長選舉後成為葉卡捷琳堡市長。他反對腐敗的警察，非法毒品賣家和戒毒中心。2018年5月卸任市長。
2022年，罗伊兹曼公开反对俄罗斯入侵乌克兰，称此舉为“背叛俄罗斯人”，最终于同年8月24日以“贬损”俄罗斯武装部队的名义被捕。2023年4月26日，罗伊兹曼受審。他否認檢方對自己的指控。5月19日，罗伊兹曼被定罪并被罚款6,000卢布。